# TT ANB
La tombe thébaine TT ANB est située à Dra Abou el-Naga, dans la nécropole thébaine, sur la rive ouest du Nil, face à Louxor en Égypte.
Il est possible qu'elle ait été conçue comme le lieu de sépulture du pharaon Amenhotep Ier et de sa mère Ahmès-Néfertary, à la XVIIIe dynastie.
La tombe a été initialement attribuée à Amenhotep Ier par Howard Carter. Dans son article, il mentionne que dans les débris épars de la tombe, il y a autant d'inscriptions mentionnant Ahmès-Néfertary que d'inscriptions mentionnant Amenhotep Ier, il se peut donc que les deux aient été enterrés dans la tombe. Dans Porter and Moss, la tombe est attribuée à Ahmès-Néfertary sur la base d'un argument de Jaroslav Černý.
Carter poursuit en mesurant les dimensions de la tombe. Il inclut à la fois la descente dans le puits et la remontée du puits dans la longueur de la tombe et arrive à cent-vingt coudées. Il affirme ainsi que la tombe ANB correspond aux dimensions de la tombe d'Amenhotep Ier mentionnées dans le papyrus Abbott. Jaroslav Černý suppose ensuite que la « Maison d'Amenhotep du Jardin », mentionnée dans le papyrus Abbott, doit être identifiée au temple d'Amenhotep Ier, aujourd'hui détruit, situé à Deir el-Bahari. Étant donné que la tombe d'Amenhotep Ier serait située au nord de ce temple, Jaroslav Černý conclut que la tombe reste à découvrir et ne doit pas être assimilée à la tombe ANB.

## Description
La tombe est située sur un plateau dans les contreforts de Dra Abou el-Naga. Elle s'ouvre sur une fosse profonde à l'entrée. Derrière la fosse se trouve une galerie qui s'étend dans la roche. À mi-chemin de la galerie, on trouve une chambre d'un côté et une niche de l'autre. La galerie se termine par un puits de protection très profond, caractéristique qui devint plus tard courante dans les tombes royales. Le puits pouvait avoir une double fonction. Il protégeait la tombe des inondations pendant la saison des pluies et permettait à l'occupant royal d'accéder au monde souterrain. Ces chambres ont pu servir de fausse tombe pour éloigner les voleurs potentiels. Au-delà du puits se trouve une deuxième galerie qui mène à la chambre funéraire. Cette dernière chambre est de forme rectangulaire et comporte deux piliers.
Un buste en basalte d'une femme, qui pourrait être Ahmès-Néfertary, a été découvert dans la tombe. Des fragments de récipients en pierre portant les inscriptions d'Ahmôsis Ier, d'Ahmès-Néfertary et d'Amenhotep Ier ont été trouvés dans la tombe, ainsi qu'un fragment inscrit pour le roi Apophis Ier et une fille nommée Herit.